# Alstätte
Alstätte (Nederlands: Alstede) is een dorp in de gemeente Ahaus in de Duitse deelstaat Noordrijn-Westfalen. Het ligt ongeveer tien kilometer ten noordwesten van Ahaus, dicht bij de Nederlandse grens.
Het dorp ligt aan de rivier Alstätter Aa (een voortzetting van de Ahauser Aa en bronrivier van de Buurserbeek) en grenst aan de Nederlandse gemeenten Haaksbergen en Enschede. Alstätte omvat naast het dorp zelf de zes buurtschappen Besslinghook, Brinkerhook, Alstätter-Brook, Gerwinghook, Schmäinghook en Schwiepinghook.
Op een oppervlakte van 34,65 km² woonden in 2005 5.040 mensen.

## Economie
Gedurende vele eeuwen is landbouw de belangrijkste bron van inkomsten geweest voor het dorp. Sinds ongeveer 1890 werden door de komst van onder andere twee steenbakkerijen van Große Hündfeld (tot 1985), een zuivelfabriek en de spoorlijn Enschede - Ahaus nieuwe arbeidsplaatsen gecreëerd. In de jaren 60 waren veel vrouwelijke inwoners van Alstätte werkzaam in de textielindustrie, zowel in de textielfabrieken in Twente als in de fabrieken in Gronau en Ahaus. Er bevinden zich rondom het dorp meerdere industriegebieden.

## Geschiedenis
Het dorp Alstätte werd reeds in 1151 in een oorkonde vermeld. Vanaf 1297 vormt het een zelfstandige parochie. De watermolen Haarmühle, aan de grens met Nederland, werd ook reeds in 1331 in een oorkonde vermeld. Het huidige molengebouw stamt uit 1619 en staat onder monumentaal toezicht.
Vanuit Alstätte werd het hout voor de schepen van de Verenigde Oostindische Compagnie, dat uit het gehele Münsterland afkomstig was, over de Alstätter Aa en de Schipbeek richting Holland vervoerd.
Bij een bombardement op 22 maart 1945 werden vele historische gebouwen vernietigd. Enkele daarvan, waaronder het station en de kerk, werden na afloop van de Tweede Wereldoorlog weer gerestaureerd.
Ahaus · Alstätte · Graes · Ottenstein · Wessum · Wüllen